# Vanessa L. Williams
Vanessa Lynn Williams (Tarrytown, 18 marzo 1963) è un'attrice, cantante ed ex modella statunitense.

## Biografia
Dopo aver partecipato a molti concorsi di bellezza, nel 1983 fu eletta Miss America, entrando nella storia come la prima miss afroamericana a vincere il titolo. Ma la sua vittoria portò con sé molte polemiche e controversie, e il titolo le venne tolto dopo che si scoprì che aveva posato nuda per la rivista Penthouse. Tuttavia questo "scandalo" le regalò una più vasta notorietà, tanto che decise di debuttare nel mondo discografico come cantante.
Nel 2015 il presidente del concorso di Miss America, Sam Haskell, ha ammesso che trent'anni prima Vanessa era stata costretta a rinunciare al titolo, scusandosi con lei con queste parole: «Voglio scusarmi per tutto ciò che è stato detto o fatto allora».

### Vita privata
È stata sposata tre volte. Il suo primo matrimonio, con Ramon Hervey II, è durato dal 1987 al 1997. La coppia ebbe due figlie, Melanie (30 giugno 1987), Jillian (19 giugno 1989), ed un figlio, Devin (14 aprile 1993). Il suo secondo matrimonio è stato con l'ex giocatore di basket NBA Rick Fox. Si sono sposati nel settembre 1999 e hanno una figlia, Sasha, nata il 1º maggio 2000. Pochi mesi dopo, il National Enquirer pubblica foto in cui Fox bacia e abbraccia un'altra donna. Nel corso del 2004 Fox ha presentato istanza di divorzio.
Durante un'intervista del 2008, la Williams ha ammesso di aver usato del botox che ha anche definito "una droga miracolosa, nessun taglio, niente. Ma voglio anche recitare così non blocco la mia faccia".
La Williams e sua madre, Helen, sono coautrici di un libro di memorie, pubblicato nell'aprile 2012. Nel libro la Williams parla della sua infanzia, dell'ascesa alla fama, e delle lotte personali, compreso il fatto che fu molestata sessualmente da una donna quando aveva 10 anni. Nel settembre 2014 annuncia il fidanzamento con Jim Skrip. La coppia si è sposata il 4 luglio 2015, durante una crociera sul Nilo, in Egitto.

## Carriera

### Cantante
Nel 1988 pubblicò il suo album d'esordio intitolato The Right Stuff, trascinato dal singolo omonimo, che scalò le classifiche entrando nella top 10 di Billboard. L'album divenne disco d'oro e riceve tre nomination ai Grammy Awards. Nel 1991 pubblicò l'album The Comfort Zone, e bissò il successo del primo album, anche grazie ai brani Running Back To You e Save The Best For Last. L'album fu tre volte disco di platino.
Negli anni seguenti, i successivi dischi non raggiunsero il successo ottenuto da The Comfort Zone, ma nella sua carriera come cantante la Williams ha lavorato con artisti come Luther Vandross e Brian McKnight, con cui ha duettato in Love Is, ottenendo successi con brani come The Sweetest Days e Colors of the Wind per la colonna sonora di Pocahontas.

### Attrice
La prima apparizione televisiva è stata in un episodio di Love Boat, successivamente è apparsa in Willy, il principe di Bel-Air, T.J. Hooker, Star Trek: Deep Space Nine, Ally McBeal e Boomtown. Dal 2006 al 2010 è stata nel cast della serie TV prodotta da Salma Hayek, Ugly Betty, dove interpreta la perfida Wilhelmina Slater. Ha recitato la parte di Calipso nel film The Odissey nel 1997.
Per il cinema, nel 1994 è apparsa nei titoli di coda del film Priscilla - La regina del deserto, mentre canta la sua hit Save The Best For Last, poi ha preso parte ai film Harley Davidson & Marlboro Man, con Mickey Rourke, L'eliminatore - Eraser, con Arnold Schwarzenegger, del 1996. Nel 1998 recitò insieme al cantante/ballerino portoricano Chayanne nel film Dance with Me, mentre nel 2000 è stata accanto a Samuel L. Jackson nel cast di Shaft.
Nel 2002 lavora a Broadway nel musical di Stephen Sondheim Into the Woods, nel quale ricopre il ruolo della Strega, e riceve una nomination al Tony Award per la miglior attrice in un musical. Nel 2009 ha recitato nel film cinematografico Hannah Montana: The Movie, interpretando la manager di Hannah Montana. Nel 2010 entra nel cast della settima stagione di Desperate Housewives. Nel 2012 entra nel cast del nuovo progetto della ABC 666 Park Avenue, nel quale la Williams interpreta Olivia nel ruolo della moglie glaciale del proprietario di uno stabile in cui avvengono fenomeni sovrannaturali. Nel 2016, invece, interpreta il generale Cynthia Rockwell nella terza stagione della serie The Librarians.
Nel 2023 fa parte del musical de Il diavolo veste Prada a Londra, nel ruolo di Miranda Priestly.

## Discografia

### Album in studio
- 1988 - The Right Stuff
- 1991 - The Comfort Zone
- 1994 - The Sweetest Days
- 1996 - Star Bright
- 1997 - Next
- 2004 - Silver & Gold
- 2005 - Everlasting Love
- 2009 - The Real Thing

### Album dal vivo
- 2001 - Our Favorite Things

### Raccolte
- 1998 - Greatest Hits: The First Ten Years
- 2003 - 20th Century Masters - The Millennium Collection: The Best of Vanessa Williams
- 2004 - Love Songs

## Filmografia

### Attrice

#### Cinema
- Ehi... ci stai? (The Pick-up Artist), regia di James Toback (1987)
- Non dirmelo... non ci credo (Another You), regia di Maurice Phillips (1991)
- Harley Davidson & Marlboro Man (Harley Davidson and the Marlboro Man), regia di Simon Wincer (1991)
- L'eliminatore (Eraser), regia di Chuck Russell (1996)
- Hoodlum, regia di Bill Duke (1997)
- Dance with Me, regia di Randa Haines (1998)
- Le avventure di Elmo in Brontolandia (The Adventures of Elmo in Grouchland), regia di Gary Halvorson (1999)
- Shaft, regia di John Singleton (2000)
- Hannah Montana: The Movie, regia di Peter Chelsom (2009)
- Temptation: Confessions of a Marriage Counselor, regia di Tyler Perry (2013)
- È molto più famoso di te (He's Way More Famous Than You), regia di Michael Urie (2013)
- The Man from Earth - Holocene, regia di Richard Schenkman (2017)
- Miss Virginia, regia di R.J. Daniel Hanna (2019)
- Bad Hair, regia di Justin Simien (2020)

#### Televisione
- Love Boat (The Love Boat) – serie TV, episodio 9x24 (1986)
- T.J. Hooker – serie TV, episodio 5x14 (1986)
- Perry Mason - Morte a tempo di rock (1990)
- Willy, il principe di Bel-Air (The Fresh Prince of Bel-Air) – serie TV, episodio 3x11 (1992)
- Star Trek: Deep Space Nine – serie TV, episodio 5x07 (1996)
- L'Odissea (The Odyssey), regia di Andrej Končalovskij – miniserie televisiva, 2 episodi (1997)
- Ally McBeal – serie TV, episodio 5x19 (2002)
- Boomtown – serie TV, 6 episodi (2003)
- Ugly Betty – serie TV, 85 episodi (2006-2010)
- Desperate Housewives – serie TV, 45 episodi (2010-2012)
- 666 Park Avenue – serie TV, 12 episodi (2012-2013)
- The Mindy Project – serie TV, episodio 3x17 (2015)
- The Good Wife – serie TV, 4 episodi (2015)
- Royal Pains – serie TV, episodi 7x04-7x05 (2015)
- Broad City – serie TV, episodio 3x03 (2016)
- The Librarians – serie TV, 4 episodi (2016-2017)
- Difficult People – serie TV, episodio 3x02 (2017)
- Daytime Divas – serie TV, 10 episodi (2017)
- Modern Family  – serie TV, episodio 9x02 (2017)
- One Fine Christmas, regia di Fred Olen Ray – film TV (2019)
- Girls5eva – serie TV, 2 episodi (2021)

### Doppiatrice

#### Cinema
- Quando c'era Marnie (When Marnie Was Here), regia di Hiromasa Yonebayashi (2014)
- Suicide Squad - Un inferno da scontare (Suicide Squad: Hell to Pay), regia di Sam Liu (2018)
- Hush, regia di Justin Copeland (2019)

#### Televisione
- La famiglia Proud (The Proud Family) – serie TV, episodio 2x03 (2002)
- Phineas e Ferb (Phineas and Ferb) – serie TV, episodio 3x30 (2012)
- La legge di Milo Murphy (Milo Murphy's Law) – serie TV, 3 episodi (2016-2018)

## Teatro
- Kiss of the Spider Woman, libretto di Terrence McNally, colonna sonora di John Kander, testi di Fred Ebb, regia di Harold Prince, Broadhurst Theatre di Broadway (1994)
- Into the Woods, libretto di James Lapine, colonna sonora di Stephen Sondheim, regia di James Lapine, Ahmanson Theatre di Los Angeles e Broadhurst Theatre di Broadway (2002)
- Sondheim on Sondheim, libretto di James Lapine, colonna sonora di Stephen Sondheim, regia di James Lapine, Studio 54 di Broadway (2010)
- The Trip to Bountiful di Horton Foote, regia di Michael Wilson, Stephen Sondheim Theatre di Broadway (2013) e Mark Taper Forum di Los Angeles (2014)
- After Midnight di Jack Viertel, regia di Warren Carlyle, Brooks Atkinson Theatre di Broadway (2014)
- Show Boat, libretto di Oscar Hammerstein II, colonna sonora di Jerome Kern, regia di Ted Sperling, Avery Fisher Hall di New York (2014)
- Sondheim on Sondheim, libretto di James Lapine, colonna sonora di Stephen Sondheim, regia di Sarna Lapine, Hollywood Bowl di Los Angeles (2017)
- City of Angels, libretto di Larry Gelbart, colonna sonora di Cy Coleman, testi di David Zippel, regia di Josie Rourke, Garrick Theatre di Londra (2020)
- Anyone Can Whistle, libretto di Arthur Laurents, colonna sonora di Stephen Sondheim, regia di Ted Sperling, New York City Center di New York (2022)
- POTUS: Or, Behind Every Great Dumbass Are Seven Women Trying to Keep Him Alive di Selina Fillinger, regia di Susan Stroman, Shubert Theatre di Broadway (2022)

## Doppiatrici italiane
Nelle versioni in italiano delle opere in cui ha recitato, Vanessa L. Williams è stata doppiata da:
- Roberta Pellini in Desperate Housewives, 666 Park Avenue, The Flash, Royal Pains
- Laura Boccanera in Dance With Me, Shaft, Modern Family
- Giuppy Izzo in Willy, il principe di Bel-Air, L’Odissea
- Roberta Greganti in Ugly Betty, Hannah Montana - The Movie
- Gabriella Borri in Hoodlum, Arrivano i Johnson
- Alessandra Korompay in The Good Wife
- Emanuela Rossi in L'eliminatore
- Cristina Giolitti in Girls5eva
- Pinella Dragani in Le avventure di Elmo di Brontolandia
- Stefanella Marrama in Non dirmelo... non ci credo
- Silvia Tortarolo in Elsbeth

Da doppiatrice è sostituita da:
- Francesca Fiorentini in T.O.T.S. - Trasporto Organizzato Teneri Supercuccioli
- Eleonora Reti in Batman: Hush